# Morris Peterson
Morris Peterson (Flint, 26 agosto 1977) è un ex cestista statunitense, professionista nella NBA.

## Carriera
È stato selezionato dai Toronto Raptors al primo giro del Draft NBA 2000 (21ª scelta assoluta).

## Statistiche

### College
| Anno       | Squadra      | PG  | PT | MP   | TC%  | 3P%  | TL%  | RP  | AP  | PRP | SP  | PP   |
| ---------- | ------------ | --- | -- | ---- | ---- | ---- | ---- | --- | --- | --- | --- | ---- |
| 1995-1996  | MSU Spartans | 4   | 0  | 3,0  | 100  | -    | 0,0  | 0,8 | 0,0 | 0,0 | 0,0 | 0,5  |
| 1996-1997  | MSU Spartans | 29  | 18 | 17,9 | 43,4 | 27,1 | 70,6 | 3,3 | 0,6 | 0,7 | 0,2 | 6,8  |
| 1997-1998  | MSU Spartans | 27  | 0  | 18,6 | 44,5 | 33,3 | 55,2 | 3,5 | 0,9 | 0,8 | 0,1 | 8,0  |
| 1998-1999  | MSU Spartans | 38  | 6  | 23,9 | 55,4 | 37,3 | 81,4 | 5,7 | 0,9 | 0,9 | 0,6 | 13,6 |
| 1999-2000† | MSU Spartans | 39  | 38 | 29,1 | 46,5 | 42,5 | 77,3 | 6,0 | 1,3 | 1,2 | 0,3 | 16,8 |
| Carriera   | Carriera     | 137 | 62 | 22,4 | 48,4 | 37,7 | 74,6 | 4,7 | 0,9 | 0,9 | 0,3 | 11,6 |

### NBA

#### Regular season
| Anno      | Squadra          | PG  | PT  | MP   | TC%  | 3P%  | TL%  | RP  | AP  | PRP | SP  | PP   |
| --------- | ---------------- | --- | --- | ---- | ---- | ---- | ---- | --- | --- | --- | --- | ---- |
| 2000-2001 | Toronto Raptors  | 80  | 49  | 22,6 | 43,1 | 38,2 | 71,7 | 3,2 | 1,3 | 0,8 | 0,2 | 9,3  |
| 2001-2002 | Toronto Raptors  | 63  | 56  | 31,6 | 43,8 | 36,4 | 75,1 | 3,5 | 2,4 | 1,2 | 0,2 | 14,0 |
| 2002-2003 | Toronto Raptors  | 82  | 80  | 36,0 | 39,2 | 33,7 | 78,9 | 4,4 | 2,3 | 1,1 | 0,4 | 14,1 |
| 2003-2004 | Toronto Raptors  | 82  | 29  | 26,2 | 40,5 | 37,1 | 80,9 | 3,2 | 1,4 | 1,1 | 0,2 | 8,3  |
| 2004-2005 | Toronto Raptors  | 82  | 61  | 30,6 | 42,0 | 38,5 | 83,2 | 4,1 | 2,1 | 1,1 | 0,2 | 12,5 |
| 2005-2006 | Toronto Raptors  | 82  | 77  | 38,3 | 43,6 | 39,5 | 82,0 | 4,6 | 2,3 | 1,3 | 0,2 | 16,8 |
| 2006-2007 | Toronto Raptors  | 71  | 12  | 21,3 | 42,9 | 35,9 | 68,3 | 3,3 | 0,7 | 0,6 | 0,2 | 8,9  |
| 2007-2008 | N.O. Hornets     | 76  | 76  | 23,6 | 41,7 | 39,4 | 76,5 | 2,7 | 0,9 | 0,6 | 0,1 | 8,0  |
| 2008-2009 | N.O. Hornets     | 43  | 9   | 12,0 | 39,9 | 38,8 | 63,2 | 2,0 | 0,4 | 0,3 | 0,1 | 4,4  |
| 2009-2010 | N.O. Hornets     | 46  | 39  | 21,2 | 38,5 | 36,3 | 61,1 | 2,7 | 0,9 | 0,5 | 0,1 | 7,1  |
| 2010-2011 | Oklahoma Thunder | 4   | 0   | 5,8  | 40,0 | 0,0  | 0,0  | 0,8 | 0,3 | 0,0 | 0,0 | 1,0  |
| Carriera  | Carriera         | 711 | 488 | 27,2 | 41,8 | 37,3 | 77,3 | 3,5 | 1,5 | 0,9 | 0,2 | 10,7 |

#### Play-off
| Anno     | Squadra         | PG | PT | MP   | TC%  | 3P%  | TL%  | RP  | AP  | PRP | SP  | PP  |
| -------- | --------------- | -- | -- | ---- | ---- | ---- | ---- | --- | --- | --- | --- | --- |
| 2001     | Toronto Raptors | 8  | 3  | 13,8 | 51,4 | 44,4 | 75,0 | 1,5 | 1,9 | 0,8 | 0,0 | 5,4 |
| 2002     | Toronto Raptors | 5  | 5  | 30,8 | 36,7 | 11,8 | 80,0 | 2,8 | 2,2 | 1,0 | 0,6 | 9,2 |
| 2007     | Toronto Raptors | 6  | 2  | 30,5 | 51,7 | 50,0 | 83,3 | 4,5 | 0,3 | 0,3 | 0,3 | 6,8 |
| 2008     | N.O. Hornets    | 12 | 12 | 23,1 | 48,5 | 47,1 | 66,7 | 2,6 | 0,6 | 0,5 | 0,2 | 7,2 |
| 2009     | N.O. Hornets    | 2  | 0  | 10,5 | 20,0 | 33,3 | 75,0 | 1,5 | 0,5 | 0,5 | 0,0 | 3,0 |
| Carriera | Carriera        | 33 | 22 | 22,6 | 45,7 | 38,7 | 76,7 | 2,6 | 1,1 | 0,6 | 0,2 | 6,7 |

#### Massimi in carriera
- Massimo di punti: 38 vs Philadelphia 76ers (31 marzo 2006)[1]
- Massimo di rimbalzi: 14 vs Atlanta Hawks (8 aprile 2005)
- Massimo di assist: 8 (2 volte)
- Massimo di palle rubate: 8 vs Charlotte Hornets (10 febbraio 2006)
- Massimo di stoppate: 3 vs Washington Wizards (15 dicembre 2002)
- Massimo di tiri da tre: 7 (4 volte)
- Massimo di tiri liberi: 10 vs Indiana Pacers (17 aprile 2006)

## Palmarès
- NCAA AP All-America Second Team (2000)
- Campione NCAA (2000)
- NBA All-Rookie First Team (2001)